# Думача
Думача је десна притока реке Саве. Дугачка је 28 km и извире у атару села Милошевац на падинама Цера. Думача настаје спајањем два потока, Милошевице и Дринице. Милошевица је дужа саставница па се може сматрати Думачом. Думача тече кроз Поцерину и улива се у Саву недалеко од шабачке фабрике „Зорка”, где се непосредно пре ушћа спаја са Церским ободним каналом. Недалеко од ушћа, налази се насељени део града Шапца који се зове Думача, као и неколико предузећа која у имену имају име реке.

## Историјски значај
У време пре Првог српског устанка, крајем 18. века, у околини Шапца камени мост је постојао једино на београдском путу: преко реке Думаче, код старог Бреста. Мост се налазио између Оџиног села (данашњи Поцерски Причиновић) и Јеленче. Мост су (према причи старијих људи из овог краја) срушили немачки тенкови за време Другог светског рата, док су прелазили преко моста.
За време Боја на Мишару, у најжешћем окршају, поп Лука Лазаревић се у једном врбаку крај речице Думаче сукобио са чувеним Кулин-капетаном. Том приликом поп Лука је био рањен, док су Кулин-капетана убили устаници. Током боја Сулејман паша Скопљак је свој чадор и штаб поставио на обали реке код каменог моста.